# Martin Frantz
Martin Frantz, detto anche Martin Frantz il Giovane o Martin Frantzen (Reval, 1679 – Liegnitz, 6 novembre 1742), è stato un architetto estone che lavorò prevalentemente in Bassa Sassonia ed in Polonia.

## Biografia
I suoi genitori erano Martin Frantz il Vecchio, originario di Dresda e di professione capomastro, e Else Seeger. Dopo la morte del marito nel 1684, Else si risposò col capomastro Georg Winkler di Reval.
Frantz venne battezzato con rito protestante il 4 marzo 1681 a Reval. Nel 1691 iniziò un apprendistato presso il patrigno Georg Winkler, che completò nel 1697 con l'esame di capomastro. Compì quindi un tour in Europa e soggiornò diverso tempo a Stoccolma. Nel 1704 tornò stabilmente a Liegnitz, dove lavorò alla costruzione del Collegio dei Gesuiti che era stato progettato dal capomastro Johann Georg Knoll. Alla morte di quest'ultimo, avvenuta l'11 novembre 1704, gli venne affidato il compito di completarlo. Nel 1705 acquisì la cittadinanza e il diritto ad esercitare la professione di capomastro a Liegnitz, dove sposò nello stesso anno Barbara Elisabeth Schönwälder († 1743). Tra i suoi figli vi fu anche Carl Martin Frantz (1712–1755) che intraprese la carriera del padre.
Frantz realizzò numerosi importanti progetti edilizi nella Bassa Slesia. I clienti erano principalmente le istituzioni ecclesiastiche cattoliche e protestanti, nonché cittadini e nobili per la costruzione delle loro residenze (come nel caso del Palazzo di Brauchitschdorf su commissione dell'allora colonnello sassone Georg Karl von Haugwitz). Gli stili sui quali lavorava maggiormente erano il classicismo nordico (che impiegò ad esempio nella Gnadenkirchen a Hirschberg) sui modelli visti a Stoccolma, ed il barocco che si diffuse in Slesia nel primo decennio del Settecento.

## Opere
- 1698–1708: Collegio dei Gesuiti a Liegnitz (Legnica) su progetto di Johann Georg Knoll, proseguito e completato da Martin Frantz dopo la sua morte nel 1704.
- 1702: Castello di Parchau , Gemeinde Chocianów (Kotzenau)
- 1705–1706: Castello di Peterswaldau (Pieszyce)
- 1709–1717: Gnadenkirche a Hirschberg (Jelenia Góra)
- 1709–1717: Chiesa della Trinità a Landeshut in Slesia (Kamienna Góra)
- 1709-1710: Vicariato a Landeshut
- 1710-1715: casa di città Baumgarten a Hirschberg
- 1712: Pfarrhaus a Bad Warmbrunn (Cieplice Śląskie-Zdrój)
- 1716-1719: diverse cappelle della cripta al Gnadenkirchhof a Hirschberg
- 1718–1726: Castello di Gröditzberg a Gröditz (Grodziec)
- 1720: Castello di Lomnitz (Lomnica)
- 1723-1728: Castello di Brauchitsch a Brauchitschdorf
- 1726: Torre della chiesa evangelica di Harpersdorf (Twardocice)
- 1728: Chiesa di San Martino a Schmellwitz (Śmiałowice): aggiunta della torre ovest barocca, del vestibolo e della sacrestia
- 1728-1730: Casa degli abati Leubus a Liegnitz
- 1728–1732: Ricostruzione del Palazzo Kotzenau a Kotzenau (Chocianów)
- 1729–1740: Chiesa del Corpus Domini a Sprottau (Szprotawa)
- 1732-1733: Torre del municipio a Sprottau
- 1732: Chiesa cattolica di Pietro e Paolo ad Harpersdorf (Twardocice)
- 1732–1738: Ricostruzione della Chiesa cattolica dell'Assunzione a Sagan (Żagań)
- 1734: Castello di Schönwaldau (Rząśnik)
- 1734: Valentinskirche (Weinbergkirche) a Leubus (Lubiąż)
- 1735: Progettazione del maniero e delle scuderie a Sagan
- 1735: Progetto dell'altare maggiore nella chiesa dei Gesuiti a Sagan
- 1736–1738: Chiesa di San Martino a Seitsch (Sicinia)